# Billaea claripalpis
Billaea claripalpis là một loài ruồi trong họ Tachinidae.